# Renato Kelić
Renato Kelić (* 31. března 1991, Vinkovci, Jugoslávie) je chorvatský fotbalový obránce, který v současné době působí v maďarském klubu Puskás Akadémia. Působil i v chorvatských mládežnických reprezentačních výběrech.

## Klubová kariéra
Odchovanec chorvatského týmu HNK Cibalia začal svoji kariéru v 6 letech.

### FC Slovan Liberec
V roce 2008 podepsal kontrakt s FC Slovan Liberec. Zde se propracoval až do A-mužstva. Debutoval 2. srpna 2009 proti domácímu týmu FK Mladá Boleslav (prohra Liberce 1:4). V sezoně 2011/12 Gambrinus ligy vybojoval s Libercem ligový titul.
V domácím zápase předkola play-off Evropské ligy 2012/13 23. srpna 2012 nastoupil v základní sestavě do utkání proti ukrajinskému týmu Dněpr Dněpropetrovsk, které skončilo remízou 2:2. Odvetu 30. srpna na Ukrajině Slovan prohrál 2:4 a do skupinové fáze Evropské ligy se nekvalifikoval. Renato absolvoval kompletní zápas, dostal žlutou kartu a vstřelil jeden ze dvou libereckých gólů.
S Libercem si zahrál ve skupinové fázi Evropské ligy 2013/14 (kde se tým střetl se španělskou Sevillou, německým Freiburgem a portugalským Estorilem).

### Padova Calcio
Podle italského serveru Calciomercato.it a chorvatského serveru Dnevnik.hr přestoupil do klubu Padova Calcio hrajícího Serii B, kde podepsal smlouvu do 30. června 2016. Dne 19. ledna 2014 tento přestup potvrdilo na svých internetových stránkách i vedení Slovanu Liberec.